# ایستگاه راه‌آهن پرند
ایستگاه راه‌آهن پرند در شهر پرند، استان تهران واقع شده‌است. این ایستگاه تحت مالکیت شرکت راه‌آهن جمهوری اسلامی ایران قرار دارد. که مسافران ایستگاه شهرجدید پرند را به ایستگاه راه آهن تهران جنوب تهران می‌رساند. 